# Marguerite Carré
Pour les articles homonymes, voir Carré (homonymie).
Pour les personnes ayant le même patronyme, voir Carré.
Marguerite Carré (née Marguerite Giraud, aussi connue comme Marguerite Giraud-Carré ; Cabourg, 16 août 1880 - Paris 9e, 26 novembre 1947) est une soprano française qui, au cours de sa carrière, a créé de nombreux rôles à l'Opéra-Comique.

## Biographie
Elle est née à Cabourg, fille du baryton et directeur de théâtre Auguste Louis Giraud. Elle est la nièce de Marguerite Vaillant-Couturier. Elle est la petite-fille du député-maire d'Angers Augustin Giraud.
Elle fait ses débuts sur scène à Nantes en 1899  dans le rôle de Mimì dans La Bohème. Elle fait ses débuts à l'Opéra-Comique avec le même rôle. Elle épouse Albert Carré, directeur de l'Opéra-Comique, en 1902. Le couple divorce en 1924, mais se remarie en 1929.
Quand Rosa Ponselle décide d'ajouter le rôle de Carmen à son répertoire, elle étudie avec les Carré, pendant deux mois en 1935.
Elle est décédée à l'âge de 67 ans à Paris et repose au cimetière du Père-Lachaise (89e division).